# Nachtredaktion
Nachtredaktion ist ein 1973 geschaffenes Fernsehspiel des Fernsehens der DDR von Ursula Bonhoff nach einer auf Tatsachen beruhenden Erzählung von Otto Bonhoff, die 1975 auch als Roman beim Mitteldeutschen Verlag in Halle (Saale) erschien.

## Handlung
In Probstheida bei Leipzig befindet sich die kleine Druckerei Rauh und Pohle, deren Hauptaufgabe der Druck einer Arbeitersportzeitung ist. Am Ende des Jahres 1900 erscheint hier Julian Marchlewski, um den Inhaber Hermann Rauh zu bitten, eine geheime Zeitung in kyrillischer Schrift zu drucken. Die Arbeit an der Zeitung wird nur nachts stattfinden und für den Satz, die dafür erforderlichen Lettern werden natürlich zur Verfügung gestellt, kommt extra der Schriftsetzer Joseph Blumenfeld, der der deutschen und der russischen Sprache mächtig ist. Der verantwortliche Redakteur aus dem russischen Kaiserreich heißt Wladimir Iljitsch Uljanow, der sich aber Herr Meyer nennt, kommt aus München, spricht ein gutes Deutsch und soll in dieser Zeit bei der Familie Rauh wohnen. Nachdem alles abgesprochen ist, muss Marchlewski schnell durch den Garten verschwinden, da sich eine Motorenkutsche mit Polizisten der Druckerei nähert. Auf ihr sitzen der Referendar der Kriminalpolizei Herr von Kopp und sein Mitarbeiter Herr Reichert, die in der Druckerei Schriftproben einsammeln wollen.
Während dieser Zeit interessiert sich der Druckerlehrling Paul, der eigentlich mit Emma, der Tochter Rauhs, angeliefertes Papier in die Werkstatt bringen soll, intensiv für das Automobil. Der Kriminal-Referendar bekommt das nach dem Verlassen der Druckerei mit und verwickelt Paul in ein Gespräch, bei dem auch dessen Vorliebe für Detektiv-Literatur zur Sprache kommt. Herr von Kopp überzeugt den Lehrling, dass der seinem Meister helfen würde, wenn er die Augen offenhält und besondere Beobachtungen der Polizei mitteilt. Da Paul dem zustimmt, darf er eine Runde mit der Motorenkutsche mitfahren.
Einige Tage später hat Joseph Blumenfeld bereits die ersten Artikel für die neue Zeitung Iskra gesetzt. In den frühen Morgenstunden erscheint Frau Rauh in der Druckerei, um die Spuren der Nachtarbeit zu beseitigen und dem Setzer ein Frühstück zu bringen. Als auch Herr Rauh sich einfindet, klingelt das Telefon und er erhält die Nachricht, dass Herr Meyer gemeinsam mit Julian Marchlewski sich auf dem Weg befinden. Herr Meyer, der sich erst einmal in der Druckerei umsehen will, wird freudig empfangen und gemeinsam trinken sie erst einmal frischen Kaffee. Dabei wird der Redakteur durch seinen Vollbart behindert, so dass er ihn einfach entfernt, indem er ihn, genau wie sein Haupthaar, entgegen allen konspirativen Regeln, vom Kopf abzieht, denn sie waren nur angeklebt. Dann erläutert er den Anwesenden, welche Aufgabe die neue Zeitung in Russland haben wird. Jetzt stellt er sich noch einmal mit seinem richtigen Namen vor: Wladimir Iljitsch Uljanow. Dann müssen alle, bis auf den Meister, aus der Werkstatt verschwinden, denn die Arbeitszeit des Lehrlings beginnt. Zuvor entdeckt allerdings Emma das viele Geschirr und fragt ihren Vater nach den Schritten im Haus, der ihr daraufhin die Wahrheit sagt. Aber auch Paul bemerkt, dass es unbekannte Vorgänge gegeben haben muss, denn in der Werkstatt riecht es nach Kaffee und Zigarrenrauch, was der Meister mit dem Besuch seines ehemaligen Teilhabers begründet.
Bei der Leipziger Polizei ist der Leiter des politischen Dezernats, Herr von Kopp, sehr aufgeregt, denn das Innenministerium des Königreich Sachsen in Dresden hat einen Besuch angekündigt, der mit dem Verantwortlichen für die russische Angelegenheiten sprechen will. Kurz darauf trifft der Gast ein, bei dem es sich um den Oberst Dubatow von der russischen Geheimpolizei Ochrana handelt und der vermutet, dass der auf einer Liste unzuverlässiger russischer Untertanen stehende Wladimir Iljitsch Uljanow demnächst in Leipzig auftauchen wird oder sich schon hier befindet. Um diesen ausfindig zu machen, benötigt Dubatow die Unterstützung der Leipziger Polizei, denn Uljanow ist der wichtigste aller bekannten russischen Revolutionäre. Dubatow vermutet, dass Uljanow plant, in Leipzig eine illegale Zeitung zu drucken. Deshalb ruft Herr von Kopp umgehend die Mitarbeiter seiner Abteilung zusammen und verteilt die Aufgaben, die für eine Fahndung erforderlich sind. Er selbst trifft sich mit dem Druckerlehrling Paul in Probstheida, der ihn telefonisch von seinen Beobachtungen unterrichtet hat, weshalb er eine Verbindung zu dem gesuchten Uljanow nicht ausschließen möchte. Doch die von Paul gesammelten Beweise reichen nicht für eine polizeiliche Untersuchung der Druckerei aus. Deshalb überzeugt von Kopp den Lehrling, anschließend in der Nacht einmal dort nach dem Rechten zu sehen, mit der Begründung, er hätte etwas vergessen, falls er dabei erwischt wird. 
Paul macht sich sofort auf den Weg in die Druckerei und entdeckt hier den ersten Satz mit kyrillischen Buchstaben. Plötzlich steht Uljanow neben ihm, stellt sich als Herr Meyer vor und bietet ihm an, den Text zu übersetzen. Im Laufe des Gesprächs erklärt er ihm, dass es sich hier um die Nachtredaktion einer Zeitung handelt. Dann kommt er auf Pauls Vater, einen Sozialdemokraten, zu sprechen und erläutert auch die Geschichte der Arbeiterbewegung in Deutschland, an der auch Meister Rauh seinen Anteil hat. Paul hört interessiert zu und fängt an, den Worten Herrn Meyers zuzuhören und zu glauben. Nach dem Ende des Gesprächs darf Paul ohne Probleme die Druckerei wieder verlassen. Am nächsten Tag soll der Andruck der Iskra beginnen, weshalb auch weitere deutsche Sozialdemokraten, zu denen auch der Reichstagsabgeordnete Karl Pinkau gehört, in der Werkstatt sind. Diese nutzen die Gelegenheit, mit Paul über politische Themen zu sprechen, denen er gespannt zuhört, außerdem erhält er eine Einladung, Mitglied in einem Motorradklub zu werden. Als Paul Feierabend macht, gehen die anderen Genossen an die Vorbereitungen zum Andruck der neuen Zeitung, deren Name in der deutschen Übersetzung „Funke“ heißt. Während in der Druckerei der Druck der ersten Seite beginnt, trifft sich auf der Straße, wie am Vortag verabredet, Paul mit Herrn von Kopp zum Gespräch. Hier erklärt Paul, dass es nichts zu melden gibt und sich alle seine Beobachtungen als harmlos aufgeklärt haben. Deshalb muss Herr von Kopp den Platz wieder unverrichteter Dinge verlassen. Emma, die das Gespräch belauscht hat, ist stolz darüber, wie Paul den Kriminalreferendar verladen hat.

## Produktion und Veröffentlichung
Für die Dramaturgie war Anne Goßens verantwortlich.
Die Erstausstrahlung des Schwarzweißfilms erfolgte am 24. November 1973 im 1. Programm innerhalb der Kindersendung Flimmerstunde des Fernsehens der DDR.